# National Hockey League 2005/2006
National Hockey League 2005/2006 var den 88:e säsongen av NHL, där samtliga 30 lag spelade 82 grundseriesmatcher innan det avgjorts vilka 16 lag som gick vidare till slutspelet. Grundserien startade den 5 oktober 2005 och slutspelet om Stanley Cup började den 21 april 2006. Den 19 juni 2006 vann Carolina Hurricanes Stanley Cup för första gången, efter finalseger mot Edmonton Oilers med 4-3 i matcher.
Den föregående säsongen ställdes in på grund av arbetsmarknadskonflikt och säsongen 2005/2006 var också hotad, men kunde komma igång sedan NHL och spelarfacket NHLPA den 13 juli 2005 enats om ett nytt avtal som NHLPA sa ja till den 21 juli 2005.
Grundserien vanns av Detroit Red Wings som även vann Presidents' Trophy, som går till vinnare av grundserien, med 124 poäng, tvåa var Ottawa Senators med 113 poäng.
Joe Thornton, Boston Bruins och San Jose Sharks, vann poängligan på 125 poäng (29 mål + 96 assist). Anmärkningsvärt är att Thornton hade fler assist än vad den senaste poängligevinnaren, Jarome Iginla, hade poäng totalt.
Tack vare en del regeländringar gjordes det fler mål än på länge. Målsnittet för säsongen hamnade på 6,17 mål/match och var det högsta sen säsongen 1995/1996.

## Regeländringar
Inför den här säsongen införde NHL en del regeländringar, bland annat:
- Det infördes straffar i matcher som slutade oavgjort efter fem minuters förlängning, där varje lag sköt tre staffar var och om det fortfarande var oavgjort en straff i taget.
- Mittzonen gjordes mindre med fyra fot (ca 1,2 m).
- Om ett lag slog pucken till icing fick de inte byta spelare.
- Linjemän fick chansen vifta bort icingpuckar om det var en misslyckad passing.
- En sedan länge ECHL-regel där spelarna som börjar slåss under de sista fem minuterna av en match kommer att ges ett Game misconduct-straff plus en match avstängning. Dessutom kommer spelarens coach att få 10.000 dollar i böter.
- Målvakternas utrustningar minskade i storlek med elva procent.
- Alla domare är utrustade med trådlösa mikrofoner så att de kan berätta om utvisningar via ett högtalarsystemet, liknande det system som finns för NFL-domare.
- Alla spelare som skjuter pucken direkt över plexiglaset från sin egen defensiva zon kommer att utvisas två minuter för Delay of game. Efter det olympiska uppehållet 2006, ändrades regeln så att pucken måste skjutas över plexiglaset innan den når över den defensiva blå linjen.

## Grundserien

### Eastern Conference
Not: SM = Spelade matcher, V = Vunna, F = Förlorade, ÖTF = Övertidsförlust, GM = Gjorda mål, IM = Insläppta mål, Pts = Poäng, MSK = Målskillnad
- Lag i GRÖN färg till slutspel.
- Lag i RÖD färg har spelat klart för säsongen.

Lagen som kvalificerade sig för slutspel förutom de fyra divisionsvinnarna var de tolv lag (sex i varje konferens) som hade mest poäng i grundserien.
| Atlantic Division   | SM | V  | F  | ÖTF | GM  | IM  | Pts | MSK |
| ------------------- | -- | -- | -- | --- | --- | --- | --- | --- |
| New Jersey Devils   | 82 | 46 | 27 | 9   | 242 | 229 | 101 | +13 |
| Philadelphia Flyers | 82 | 45 | 26 | 11  | 267 | 259 | 101 | +8  |
| New York Rangers    | 82 | 44 | 26 | 12  | 257 | 215 | 100 | +42 |
| New York Islanders  | 82 | 36 | 44 | 6   | 230 | 278 | 78  | -48 |
| Pittsburgh Penguins | 82 | 22 | 46 | 14  | 244 | 316 | 58  | -72 |

| Northeast Division  | SM | V  | F  | ÖTF | GM  | IM  | Pts | MSK  |
| ------------------- | -- | -- | -- | --- | --- | --- | --- | ---- |
| Ottawa Senators     | 82 | 52 | 21 | 9   | 314 | 211 | 113 | +103 |
| Buffalo Sabres      | 82 | 52 | 24 | 6   | 281 | 239 | 110 | +42  |
| Montreal Canadiens  | 82 | 42 | 31 | 9   | 243 | 247 | 93  | -4   |
| Toronto Maple Leafs | 82 | 41 | 33 | 8   | 257 | 270 | 90  | -13  |
| Boston Bruins       | 82 | 29 | 37 | 16  | 230 | 266 | 74  | -36  |

| Southeast Division  | SM | V  | F  | ÖTF | GM  | IM  | Pts | MSK |
| ------------------- | -- | -- | -- | --- | --- | --- | --- | --- |
| Carolina Hurricanes | 82 | 52 | 22 | 8   | 294 | 260 | 112 | +34 |
| Tampa Bay Lightning | 82 | 43 | 33 | 6   | 252 | 260 | 92  | -8  |
| Atlanta Thrashers   | 82 | 41 | 33 | 8   | 281 | 275 | 90  | +6  |
| Florida Panthers    | 82 | 37 | 34 | 11  | 240 | 257 | 85  | -17 |
| Washington Capitals | 82 | 29 | 41 | 12  | 237 | 306 | 70  | -69 |

### Western Conference
| Central Division      | SM | V  | F  | ÖTF | GM  | IM  | Pts | MSK |
| --------------------- | -- | -- | -- | --- | --- | --- | --- | --- |
| Detroit Red Wings     | 82 | 58 | 16 | 8   | 305 | 209 | 124 | +96 |
| Nashville Predators   | 82 | 49 | 25 | 8   | 259 | 227 | 106 | +32 |
| Columbus Blue Jackets | 82 | 35 | 43 | 4   | 223 | 279 | 74  | -56 |
| Chicago Blackhawks    | 82 | 26 | 43 | 13  | 211 | 285 | 65  | -74 |
| St. Louis Blues       | 82 | 21 | 46 | 15  | 197 | 292 | 57  | -95 |

| Northwest Division | SM | V  | F  | ÖTF | GM  | IM  | Pts | MSK |
| ------------------ | -- | -- | -- | --- | --- | --- | --- | --- |
| Calgary Flames     | 82 | 46 | 25 | 11  | 218 | 200 | 103 | +18 |
| Colorado Avalanche | 82 | 43 | 30 | 9   | 283 | 257 | 95  | +26 |
| Edmonton Oilers    | 82 | 41 | 28 | 13  | 256 | 251 | 95  | +5  |
| Vancouver Canucks  | 82 | 42 | 32 | 8   | 256 | 255 | 92  | +1  |
| Minnesota Wild     | 82 | 38 | 36 | 8   | 231 | 215 | 84  | +16 |

| Pacific Division        | SM | V  | F  | ÖTF | GM  | IM  | Pts | MSK |
| ----------------------- | -- | -- | -- | --- | --- | --- | --- | --- |
| Dallas Stars            | 82 | 53 | 23 | 6   | 265 | 218 | 112 | +47 |
| San Jose Sharks         | 82 | 44 | 27 | 11  | 266 | 242 | 99  | +24 |
| Mighty Ducks of Anaheim | 82 | 43 | 27 | 12  | 254 | 229 | 98  | +25 |
| Los Angeles Kings       | 82 | 42 | 35 | 5   | 249 | 270 | 89  | -21 |
| Phoenix Coyotes         | 82 | 38 | 39 | 5   | 246 | 271 | 81  | -25 |

## Poängligan
| Placering | Nationalitet | Namn               | Lag                           | Matcher | Mål | Assist | Poäng |
| --------- | ------------ | ------------------ | ----------------------------- | ------- | --- | ------ | ----- |
| 1         | Kanada       | Joe Thornton       | Boston Bruins/San Jose Sharks | 81      | 29  | 96     | 125   |
| 2         | Tjeckien     | Jaromír Jágr       | New York Rangers              | 82      | 54  | 69     | 123   |
| 3         | Ryssland     | Aleksandr Ovetjkin | Washington Capitals           | 81      | 52  | 54     | 106   |
| 4         | Kanada       | Dany Heatley       | Ottawa Senators               | 82      | 50  | 53     | 103   |
| 5         | Sverige      | Daniel Alfredsson  | Ottawa Senators               | 77      | 43  | 60     | 103   |
| 6         | Kanada       | Sidney Crosby      | Pittsburg Penguins            | 81      | 39  | 63     | 102   |
| 7         | Ryssland     | Ilja Kovaltjuk     | Atlanta Trashers              | 78      | 52  | 46     | 98    |
| 8         | Kanada       | Marc Savard        | Atlanta Trashers              | 82      | 28  | 69     | 97    |
| 9         | Kanada       | Jonathan Cheechoo  | San Jose Sharks               | 82      | 56  | 37     | 93    |
| 10        | Slovakien    | Marián Hossa       | Atlanta Trashers              | 80      | 39  | 53     | 92    |

## Slutspelet
16 lag gör upp om Stanley Cup. Samtliga matchserier avgörs i bäst av sju matcher.
|  | Kvartsfinaler inom konferensen | Kvartsfinaler inom konferensen        | Kvartsfinaler inom konferensen |   |                   | Semifinaler inom konferensen | Semifinaler inom konferensen | Semifinaler inom konferensen |                   |                   | Finaler inom konferensen | Finaler inom konferensen | Finaler inom konferensen |  |  | Stanley Cup-finalen | Stanley Cup-finalen | Stanley Cup-finalen |
|  |                                |                                       |                                |   |                   |                              |                              |                              |                   |                   |                          |                          |                          |  |  |                     |                     |                     |
|  | 1                              | Ottawa Senators                       | 4                              |   |                   | 1                            | Ottawa Senators              | 1                            |                   |                   |                          |                          |                          |  |  |                     |                     |                     |
|  | 8                              | Tampa Bay Lightning                   | 1                              |   |                   | 4                            | Buffalo Sabres               | 4                            |                   |                   |                          |                          |                          |  |  |                     |                     |                     |
|  |                                |                                       |                                |   |                   |                              |                              |                              |                   |                   |                          |                          |                          |  |  |                     |                     |                     |
|  | 2                              | Carolina Hurricanes                   | 4                              |   |                   |                              |                              |                              | Östra konferensen | Östra konferensen | Östra konferensen        | Östra konferensen        | Östra konferensen        |  |  |                     |                     |                     |
|  | 2                              | Carolina Hurricanes                   | 4                              |   |                   |                              |                              |                              | Östra konferensen | Östra konferensen | Östra konferensen        | Östra konferensen        | Östra konferensen        |  |  |                     |                     |                     |
|  | 7                              | Montreal Canadiens                    | 2                              |   |                   |                              |                              |                              |                   |                   |                          |                          |                          |  |  |                     |                     |                     |
|  | 7                              | Montreal Canadiens                    | 2                              |   |                   |                              |                              |                              |                   | 4                 | Buffalo Sabres           | 3                        |                          |  |  |                     |                     |                     |
|  |                                |                                       |                                |   |                   |                              |                              |                              |                   | 4                 | Buffalo Sabres           | 3                        |                          |  |  |                     |                     |                     |
|  |                                | 2                                     | Carolina Hurricanes            | 4 |                   |                              |                              |                              |                   |                   |                          |                          |                          |  |  |                     |                     |                     |
|  | 3                              | 2                                     | Carolina Hurricanes            | 4 | New Jersey Devils | 4                            |                              |                              |                   |                   |                          |                          |                          |  |  |                     |                     |                     |
|  | 3                              |                                       |                                |   | New Jersey Devils | 4                            |                              |                              |                   |                   |                          |                          |                          |  |  |                     |                     |                     |
|  | 6                              | New York Rangers                      | 0                              |   |                   |                              |                              |                              |                   |                   |                          |                          |                          |  |  |                     |                     |                     |
|  | 6                              | New York Rangers                      | 0                              |   |                   |                              |                              |                              |                   |                   |                          |                          |                          |  |  |                     |                     |                     |
|  |                                |                                       |                                |   |                   |                              |                              |                              |                   |                   |                          |                          |                          |  |  |                     |                     |                     |
|  |                                |                                       |                                |   |                   |                              |                              |                              |                   |                   |                          |                          |                          |  |  |                     |                     |                     |
|  | 4                              | Buffalo Sabres                        | 4                              |   | 2                 | Carolina Hurricanes          | 4                            |                              |                   |                   |                          |                          |                          |  |  |                     |                     |                     |
|  | 4                              | Buffalo Sabres                        | 4                              |   | 2                 | Carolina Hurricanes          | 4                            |                              |                   |                   |                          |                          |                          |  |  |                     |                     |                     |
|  | 5                              | Philadelphia Flyers                   | 2                              |   |                   | 3                            | New Jersey Devils            | 1                            |                   |                   |                          |                          |                          |  |  |                     |                     |                     |
|  | 5                              | Philadelphia Flyers                   | 2                              |   |                   |                              |                              |                              |                   | E2                | Carolina Hurricane       | 4                        |                          |  |  |                     |                     |                     |
|  |                                | (Lagen omseedas efter kvartfinalerna) |                                |   |                   |                              |                              |                              |                   | E2                | Carolina Hurricane       | 4                        |                          |  |  |                     |                     |                     |
|  |                                | W8                                    | Edmonton Oilers                | 3 |                   |                              |                              |                              |                   |                   |                          |                          |                          |  |  |                     |                     |                     |
|  | 1                              | W8                                    | Edmonton Oilers                | 3 | Detroit Red Wings | 2                            |                              |                              | 6                 | Anaheim Ducks     | 4                        |                          |                          |  |  |                     |                     |                     |
|  | 1                              |                                       |                                |   | Detroit Red Wings | 2                            |                              |                              | 6                 | Anaheim Ducks     | 4                        |                          |                          |  |  |                     |                     |                     |
|  | 8                              | Edmonton Oilers                       | 4                              |   |                   | 7                            | Colorado Avalanche           | 0                            |                   |                   |                          |                          |                          |  |  |                     |                     |                     |
|  | 8                              | Edmonton Oilers                       | 4                              |   |                   | 7                            | Colorado Avalanche           | 0                            |                   |                   |                          |                          |                          |  |  |                     |                     |                     |
|  |                                |                                       |                                |   |                   |                              |                              |                              |                   |                   |                          |                          |                          |  |  |                     |                     |                     |
|  | 2                              | Dallas Stars                          | 1                              |   |                   |                              |                              |                              |                   |                   |                          |                          |                          |  |  |                     |                     |                     |
|  | 2                              | Dallas Stars                          | 1                              |   |                   |                              |                              |                              |                   |                   |                          |                          |                          |  |  |                     |                     |                     |
|  | 7                              | Colorado Avalanche                    | 4                              |   |                   |                              |                              |                              |                   |                   |                          |                          |                          |  |  |                     |                     |                     |
|  | 7                              | Colorado Avalanche                    | 4                              |   |                   |                              |                              |                              | 6                 | Anaheim Ducks     | 1                        |                          |                          |  |  |                     |                     |                     |
|  |                                |                                       |                                |   |                   |                              |                              |                              | 6                 | Anaheim Ducks     | 1                        |                          |                          |  |  |                     |                     |                     |
|  |                                | 8                                     | Edmonton Oilers                | 4 |                   |                              |                              |                              |                   |                   |                          |                          |                          |  |  |                     |                     |                     |
|  | 3                              | 8                                     | Edmonton Oilers                | 4 | Calgary Flames    | 3                            |                              |                              |                   |                   |                          |                          |                          |  |  |                     |                     |                     |
|  | 3                              |                                       |                                |   | Calgary Flames    | 3                            |                              |                              |                   |                   |                          |                          |                          |  |  |                     |                     |                     |
|  | 6                              | Anaheim Ducks                         | 4                              |   |                   |                              |                              |                              |                   |                   | Västra konferensen       | Västra konferensen       | Västra konferensen       |  |  |                     |                     |                     |
|  | 6                              | Anaheim Ducks                         | 4                              |   |                   |                              |                              |                              |                   |                   | Västra konferensen       | Västra konferensen       | Västra konferensen       |  |  |                     |                     |                     |
|  |                                |                                       |                                |   |                   |                              |                              |                              |                   |                   |                          |                          |                          |  |  |                     |                     |                     |
|  | 4                              | Nashville Predators                   | 1                              |   | 5                 | San Jose Sharks              | 2                            |                              |                   |                   |                          |                          |                          |  |  |                     |                     |                     |
|  | 4                              | Nashville Predators                   | 1                              |   | 5                 | San Jose Sharks              | 2                            |                              |                   |                   |                          |                          |                          |  |  |                     |                     |                     |
|  | 5                              | San Jose Sharks                       | 4                              |   |                   | 8                            | Edmonton Oilers              | 4                            |                   |                   |                          |                          |                          |  |  |                     |                     |                     |

### Stanley Cup-finalen
Carolina Hurricanes vs. Edmonton Oilers
Carolina Hurricanes vann finalserien med 4-3 i matcher

## Poängligan slutspelet
| Placering | Nationalitet     | Namn            | Lag                 | Matcher | Mål | Assist | Poäng |
| --------- | ---------------- | --------------- | ------------------- | ------- | --- | ------ | ----- |
| 1         | Kanada           | Eric Staal      | Carolina Hurricanes | 25      | 9   | 19     | 28    |
| 2         | Kanada           | Cory Stillman   | Carolina Hurricanes | 25      | 9   | 17     | 26    |
| 3         | Kanada           | Chris Pronger   | Edmonton Oilers     | 24      | 5   | 16     | 21    |
| 4         | Kanada           | Daniel Briere   | Buffalo Sabres      | 18      | 8   | 11     | 19    |
| 5         | Kanada           | Shawn Horcoff   | Edmonton Oilers     | 24      | 7   | 12     | 19    |
| 6         | Kanada · Italien | Fernando Pisani | Edmonton Oilers     | 24      | 14  | 4      | 18    |
| 7         | Kanada           | Rod Brind'Amour | Carolina Hurricanes | 25      | 12  | 6      | 18    |
| 8         | USA              | Chris Drury     | Buffalo Sabres      | 18      | 9   | 9      | 18    |
| 9         | Kanada           | Justin Williams | Carolina Hurricanes | 25      | 7   | 11     | 18    |
| 10        | USA              | Matt Cullen     | Carolina Hurricanes | 25      | 4   | 14     | 18    |

## Debutanter
Några kända debutanter under säsongen:
- Jeff Carter, Philadelphia Flyers
- Sidney Crosby, Pittsburgh Penguins
- Ryan Getzlaf, Mighty Ducks of Anaheim
- Mike Green, Washington Capitals
- Duncan Keith, Chicago Blackhawks
- Henrik Lundqvist, New York Rangers
- Aleksandr Ovetjkin, Washington Capitals
- Zach Parise, New Jersey Devils
- Corey Perry, Mighty Ducks of Anaheim
- Dion Phaneuf, Calgary Flames
- Mike Richards, Philadelphia Flyers
- Thomas Vanek, Buffalo Sabres
- Cam Ward, Carolina Hurricanes
- Shea Weber, Nashville Predators

## Sista matchen
Bland de som gjorde sin sista säsongen i NHL märks:
- Dave Andreychuk, Tampa Bay Lightning
- Eric Daze, Chicago Blackhawks (spelade en period)
- Brett Hull, Phoenix Coyotes
- Brian Leetch, Boston Bruins
- Mario Lemieux, Pittsburgh Penguins
- Aleksandr Mogilnyj, New Jersey Devils
- Žigmund Pálffy, Pittsburgh Penguins
- Keith Primeau, Philadelphia Flyers
- Luc Robitaille, Los Angeles Kings
- Steve Yzerman, Detroit Red Wings
- Alexej Zjamnov, Boston Bruins

## NHL awards
| NHL awards 2005–2006              | NHL awards 2005–2006                                                |
| --------------------------------- | ------------------------------------------------------------------- |
| Stanley Cup:                      | Carolina Hurricanes                                                 |
| Presidents' Trophy:               | Detroit Red Wings                                                   |
| Prince of Wales Trophy:           | Carolina Hurricanes                                                 |
| Clarence S. Campbell Bowl:        | Edmonton Oilers                                                     |
| Art Ross Memorial Trophy:         | Joe Thornton, Boston Bruins/San Jose Sharks                         |
| Bill Masterton Memorial Trophy:   | Teemu Selänne, Mighty Ducks of Anaheim                              |
| Calder Memorial Trophy:           | Aleksandr Ovetjkin, Washington Capitals                             |
| Conn Smythe Trophy:               | Cam Ward, Carolina Hurricanes                                       |
| Frank J. Selke Trophy:            | Rod Brind'Amour, Carolina Hurricanes                                |
| Hart Memorial Trophy:             | Joe Thornton, Boston Bruins/San Jose Sharks                         |
| Jack Adams Award:                 | Lindy Ruff, Buffalo Sabres                                          |
| James Norris Memorial Trophy:     | Nicklas Lidström, Detroit Red Wings                                 |
| King Clancy Memorial Trophy:      | Olaf Kölzig, Washington Capitals                                    |
| Lady Byng Memorial Trophy:        | Pavel Datsiuk, Detroit Red Wings                                    |
| Lester B. Pearson Award:          | Jaromír Jágr, New York Rangers                                      |
| Lester Patrick Trophy:            | Red Berenson, Marcel Dionne, Reed Larson Glen Sonmor, Steve Yzerman |
| Maurice "Rocket" Richard Trophy:  | Jonathan Cheechoo, San Jose Sharks                                  |
| NHL Plus/Minus Award:             | Wade Redden, Ottawa Senators Michal Rozsíval, New York Rangers      |
| Roger Crozier Saving Grace Award: | Cristobal Huet, Montreal Canadiens                                  |
| Vezina Trophy:                    | Miikka Kiprusoff, Calgary Flames                                    |
| William M. Jennings Trophy:       | Miikka Kiprusoff, Calgary Flames                                    |

## All-Star
| Första laget                               | Position | Andra laget                        |
| ------------------------------------------ | -------- | ---------------------------------- |
| Miikka Kiprusoff, Calgary Flames           | M        | Martin Brodeur, New Jersey Devils  |
| Nicklas Lidström, Detroit Red Wings        | B        | Zdeno Chára, Ottawa Senators       |
| Scott Niedermayer, Mighty Ducks of Anaheim | B        | Sergej Zubov, Dallas Stars         |
| Joe Thornton, Boston / San Jose            | C        | Eric Staal, Carolina Hurricanes    |
| Jaromír Jágr, New York Rangers             | HF       | Daniel Alfredsson, Ottawa Senators |
| Aleksandr Ovetjkin, Washington Capitals    | VF       | Dany Heatley, Ottawa Senators      |